# ʻEwa Beach
ʻEwa Beach ist ein Ort (census-designated place) des Honolulu County auf der Insel Oʻahu im US-amerikanischen Bundesstaat Hawaii. ʻEwa Beach liegt an der Südküste der Insel.

## Geschichte
Das Wort ʻewa bedeutet auf Hawaiisch "krumm" oder "schief". Der Name stammt aus dem Mythos, dass die Götter Kāne und Kanaloa einen Stein warfen, um die Grenzen zu bestimmen, der jedoch verloren ging und später bei Pili o Kahe gefunden wurde. Die hawaiische Besiedlung der ʻEwa-Ebene geht mindestens auf das 12. Jahrhundert zurück, als die Ureinwohner den Hauptkanal von Puʻuloa (Pearl Harbor) ausbauten und in der Umgebung Fischteiche und terrassenförmige landwirtschaftliche Felder anlegten. Wissenschaftler haben die alten Fischteiche von ʻEwa als beispielhaftes Zeugnis für den Einfallsreichtum der hawaiischen Ureinwohner anerkannt.
Bevor ʻEwa Beach eine Stadt wurde, war es zunächst eine riesige Plantagenfarm. W. R. Lowrie wurde 1891, als Hawaiʻi unter der Herrschaft von Königin Liliʻuokalani stand, der erste Plantagenverwalter der von Benjamin Dillingham unterverpachteten 11.000 Acres Land. ʻEwa Beach ist vor allem durch seine Verbindung mit der Ewa Sugar Plantation bekannt. Im 20. Jahrhundert spielte sie eine sehr einflussreiche Rolle in Hawaiis Kultur, Wirtschaft und Politik.

## Demographie
Laut der Volkszählung von 2020 leben hier 16.415 Einwohner. 7,5 % der Bevölkerung bezeichneten sich als Weiße, 0,8 % als Afroamerikaner, 10,9 % als indigene Hawaiier und pazifische Insulaner und 56,4 % als Asian Americans. 1,0 % gaben die Angehörigkeit zu einer anderen Ethnie und 23,3 % zu mehreren Ethnien an. 8,8 % der Bevölkerung bestand aus Hispanics oder Latinos. Das mittlere Haushaltseinkommen lag 2019 bei 100.151 US-Dollar und die Armutsquote bei 8,0 %.

## Persönlichkeiten
- Austin Matautia (* 1998), Volleyballspieler
- Tua Tagovailoa (* 1998), American-Football-Spieler